# Barrage de Gökçeada
Le barrage de Gökçeada est un barrage en Turquie. Il est situé sur l'île de Gökçeada dans la Mer Égée.

## Sources
- (en) www.dsi.gov.tr/tricold/gokceada.htm Site de l'agence gouvernementale turque des travaux hydrauliques